# Setepenre
Setepenre (z egip. Wybrana przez Ra) – egipska księżniczka z XVIII dynastii Nowego Państwa, najmłodsza z sześciu córek Echnatona i Nefertiti.

## Rodzina
Setepenre urodziła się między dziewiątym a jedenastym rokiem sprawowania władzy przez jej ojca Echnatona, w mieście Achetaton. Miała pięć starszych sióstr: Meritaton, Maketaton, Anchesenpaaton, Neferneferuaton-Taszerit, Neferneferure.
W przeciwieństwie do pozostałych czterech sióstr, imiona Neferneferure i Setepenre nie odwołują się do boga Atona.

## Życie
Jednym z przedstawień księżniczki Setepenre jest fresk z Domu Królewskiego w Amarnie, datowany na około dziewiąty rok panowania Echnatona. Ukazana została na kolanach swojej matki, Nefertiti. Fresk nie zachował się w całości i widoczna jest na nim tylko dłoń księżniczki. Inny wizerunek, na którym Setepenre pojawia się wraz z rodziną, pochodzi z roku dwunastego, ze święta Durbar. To wydarzenie zostało ukazane w grobowcach dworskiego urzędnika Meryre II w Amarnie. 

W grobowcu Meryre II, Echnaton i Nefertiti przyjmują hołd od przedstawicieli innych państw. Córki królewskiej pary są pokazane za swoimi rodzicami. Setepenre stoi tuż za Neferneferure, która trzyma kwiat lotosu oraz gazelę.

## Śmierć
Przypuszcza się, że Setepenre zmarła między rokiem trzynastym a czternastym. Księżniczka nie została ukazana na ścianie w grobowcu, na której przedstawiono wizerunek rodziny królewskiej, opłakującej śmierć księżniczki Maketaton. Z tego wynika, że Setepenre zmarła zanim rozpoczęła się budowa królewskiego grobowca, mając nie więcej niż osiem lat i najprawdopodobniej jako pierwsza, ze wszystkich córek Echnatona i Nefertiti. Możliwe jest, że stało się to wskutek zarazy rozpowszechniającej się wówczas w Egipcie.

## Rodowód
| 4. Amenhotep III |  |              |  |  |              |
|                  |  | 2. Echnaton  |  |  |              |
| 5. Teje          |  |              |  |  |              |
|                  |  |              |  |  | 1. Setepenre |
| 6. Aj (?)        |  |              |  |  |              |
|                  |  | 3. Nefertiti |  |  |              |
| 7. Ti (?)        |  |              |  |  |              |
|                  |  |              |  |  |              |